# Mihails Miholaps
Mihails Miholaps (Kaliningrado, 24 de agosto de 1974) é um ex-futebolista e treinador de futebol letão que atuava como atacante. Atualmente está sem clube..
Nos tempos de URSS, seu nome era russificado para Mikhail Vikentievich Mikholap (Михаи́л Вике́нтьевич Михола́п, em russo, transliterado para Mihails Vikentjevičs Miholaps na língua letã).

## Carreira em clubes
Tendo passado por Vest Kaliningrad e Amstrig / Daugava Riga, Miholaps destacou-se no Skonto, pelo qual atuou durante uma década - foram 215 jogos e 155 gols marcados. Durante o período, jogou por empréstimo no Alania Vladikavkaz, em 2003.
Passou também por Shakhter Karagandy, FK Rīga e JFK Olimps, onde encerrou a carreira em 2009 devido a uma lesão.

## Carreira de treinador
Em 2010, tornou-se auxiliar-técnico do JFK Olimps (que havia sido renomeado para Olimps/RFS), onde também faria sua estreia como técnico. Em 2012, voltou ao Skonto para auxiliar seu ex-companheiro de clube e seleção Marians Pahars.
Ele ainda comandou o SK Babīte por 2 anos, voltando a exercer a função de auxiliar-técnico no RFS. Seus últimos trabalhos foram como treinador do Jelgava-2 (2018 a 2019) e auxiliar do Valmiera, em 2020.

## Seleção Letã
Nascido em Kaliningrado, Miholaps obteve a cidadania letã em 1998, fazendo sua estreia pela seleção nacional em novembro, contra a Eslovênia, pelas eliminatórias da Eurocopa de 2000.
Participou da Eurocopa de 2004 (a primeira competição oficial da Letônia como país independente), mas não entrou em campo na campanha do time, eliminado na fase de grupos.
Seu último jogo pela Letônia foi em maio de 2005, contra a Lituânia, pela final da Copa Báltica.

## Títulos

### Como jogador
Skonto
- Virslīga: 1997, 1998, 1999, 2000, 2001, 2002
- Copa Letã: 1997, 1998, 2000, 2001, 2002

Seleção Letã
- Copa Báltica: 2001, 2003

### Como treinador
SK Babīte
- 1. līga: 2016

### Individuais
- Artilheiro da Virslīga: 1996 (33 gols), 2001 (23 gols[nota 1]), 2002 (23 gols), 2006 (15 gols)
- Artilheiro da Copa da CEI: 1999 (7 gols)